# Limbourg
Limbourg (neerlandeză Limburg, valonă Limburg) este un oraș francofon din regiunea Valonia din Belgia. Comuna este formată din localitățile Limbourg, Bilstain și Goé. Suprafața totală este de 24,63 km². La 1 ianuarie 2008 comuna avea o populație totală de 5.680 locuitori. 
Orașul a fost capitala ducatului medieval Limburg. Până în 1288 ducii de Limburg locuiesc în castelul din localitate. După această dată linia ducilor se stinge, titlul revenind ducilor de Brabant, Ducatul Limburg devenind una din Cele Șaptesprezece Provincii din Țările de Jos.